# Tsjernivtsi-synagoge
De Tsjernivtsi-synagoge, in het Oekraïens eenvoudigweg 'Tempel' (Темпль) genoemd, was een synagoge in Tsjernivtsi, Oostenrijk-Hongarije (thans Oekraïne). Het koepelvormige gebouw werd in 1873 in Moorse stijl gebouwd en werd in 1940 gesloten. Tegenwoordig doet het dienst als bioscoop.
Het oorspronkelijke gebouw is ontworpen door de Poolse architect Julian Zachariewicz (1873-1878).
De synagoge werd in beslag genomen en gesloten door de Sovjetregering na de annexatie van Noord-Boekovina en daarvan de grootste stad, Tsjernivtsi. In 1941 werd het door Duitse en Roemeense soldaten in brand gestoken, nadat het nazi geallieerde Roemenië de stad had heroverd. Na de Tweede Wereldoorlog probeerden de Sovjetautoriteiten de verwoeste tempel op te blazen, maar dit mislukte.
In 1959 werden de buitenmuren gebruikt om het gebouw gedeeltelijk te reconstrueren voor gebruik als bioscoop, genaamd Zhovten (Жовтень; ’Oktober', ter ere van de Oktoberrevolutie). Het gebouw heeft echter weinig van zijn vroegere uiterlijk behouden en verloor onder meer zijn koepel. Na de val van de Sovjet-Unie werd de bioscoop omgedoopt tot Чернівці, oftewel Tsjernivtsi.
De Oostenrijks-Roemeens tenorzanger Joseph Schmidt zong als kind in het koor en diende in zijn latere leven, als volwassene, als voorzanger.

## Galerij

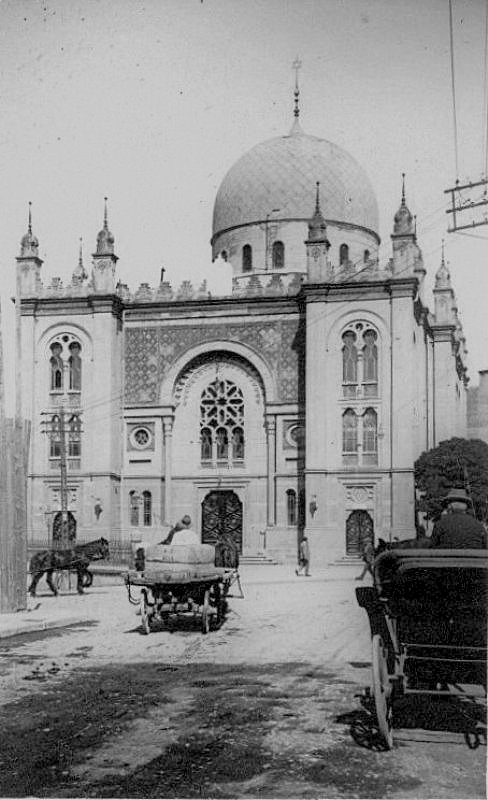
Begin 20e eeuw.
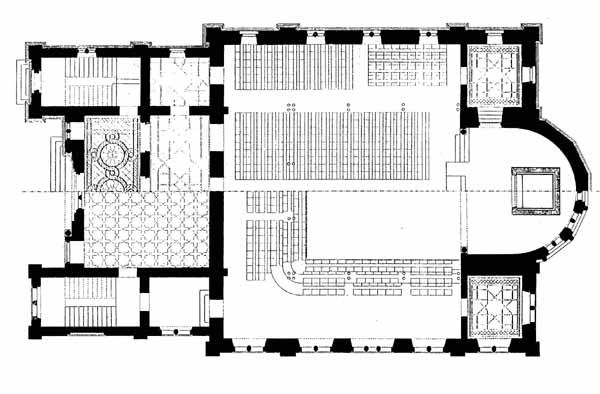
Plattegrond.
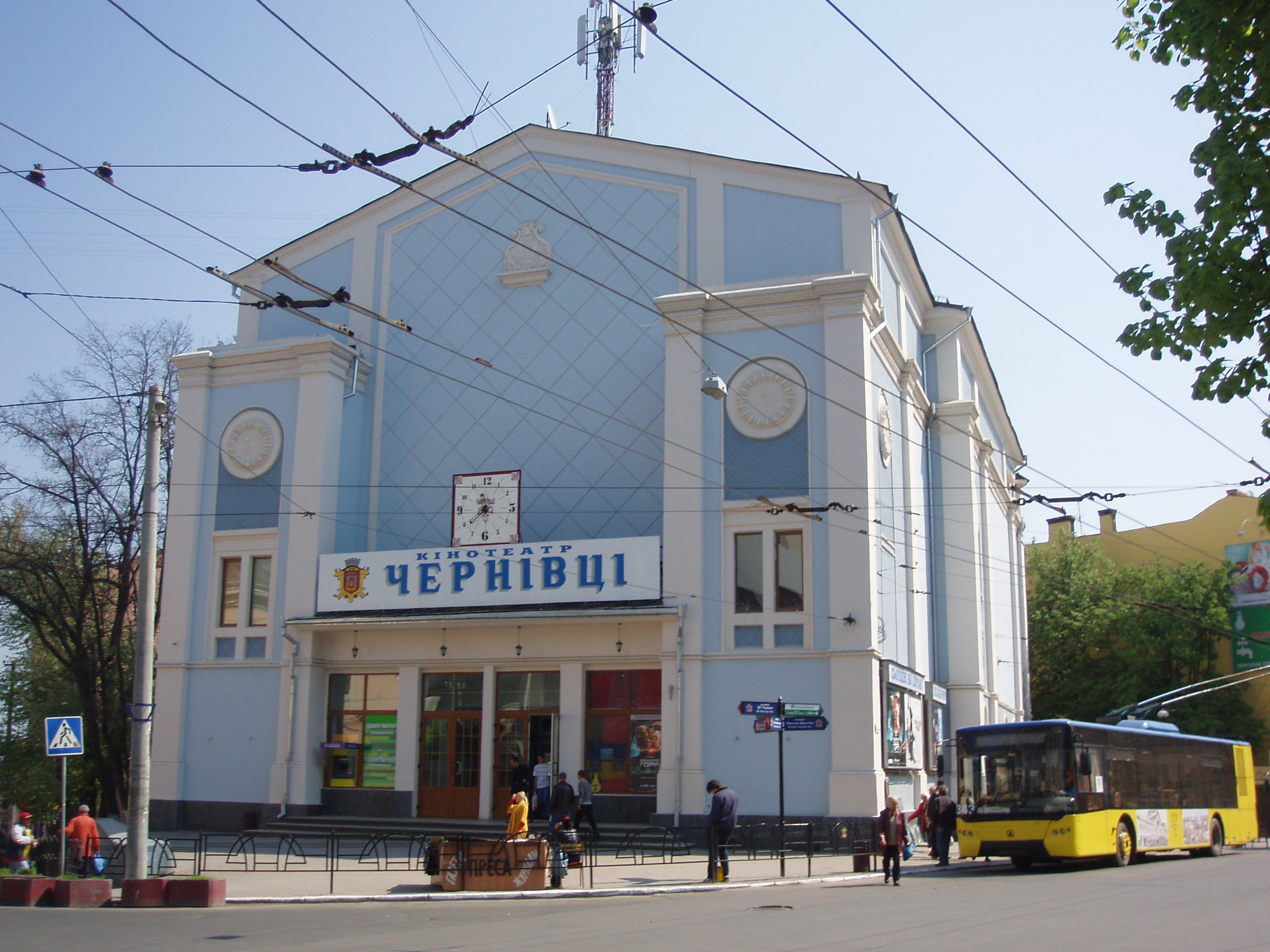
De bioscoop, 2009.